# Njia Panda
Njia Panda ist ein Verwaltungsbezirk (Ward) des Distrikts Moshi in der tansanischen Region Kilimandscharo.

## Geografie
Njia Panda liegt im Nordosten von Tansania östlich der Regionshauptstadt Moshi am Kreuzungspunkt der Nationalstraßen T2 und T15.
Der Bezirk grenzt im Norden an Kilema Kusini, im Osten an Makuyuni, im Süden an Kahe Mashariki und im Westen an Kirua Vunjo Kusini und Kirua Vunjo Mashariki. Bei der Volkszählung 2022 lebten 24.778 Menschen in 6840 Haushalten auf einer Fläche von 32,2 Quadratkilometern.

## Gliederung
Der Bezirk besteht aus vier Stadtteilen (Kitongoji):
- Njia Panda Mashariki
- Njia Panda Magharibi
- Darajani
- Faru